# 勞爾·朱利塔
勞爾‧朱利塔‧卡內薩（西班牙語：Raúl Zurita Canessa；1950年1月10日—），智利詩人。2000年獲得智利國家文學獎。

## 生平
勞爾‧朱利塔1950年生於智利聖地牙哥 ，在那裡度過童年和求學階段。1967年前往瓦爾帕萊索的費德里柯聖瑪利亞科技大學主修土木工程。大学期间，他加入智利共产党。1973年9月11日，智利的社會主義政府被皮諾切特發動軍事政變推翻，當年22歲的勞爾‧朱利塔被捕，與近千人被監禁在船艙當中，經歷沉重的創傷。在經濟困難的4年期間，勞爾‧朱利塔成為一個賣電腦的業務員維生。同時，在圣地亚哥智利大學的哲學系旁聽哲學系的課程，結識了許多作家與知識份子，如尼卡諾爾·帕拉。1975年他的第一本詩集《手稿》(Manuscritos)，由哲學系出版。四年之後《煉獄》(Purgatorio)出版，是勞爾‧朱利塔之後持續14年創作詩三部曲中的第一部，取得了巨大的成功。他與其他朋友組成了“社會行動藝術團體”(Colectivo de Acción de Arte, CADA)，對抗皮諾切特獨裁政權，但專制政府的恐怖統治仍然扎根穩固，令人絕望。因不願再看到周圍的痛苦，他試圖以硝酸銨燒毀自己的雙眼，幸好並未造成終身傷害。
1982年，詩三部曲的第二部《在天堂》(Anteparaiso)出版。當書完成時，勞爾‧朱利塔以5架飛機，在紐約八公里的高空上，寫下了詩作中的15句詩句。紐約大部分地區都可以見到該次行動藝術演出，這首詩呼籲關注世界上的少數民族。1984年，勞爾‧朱利塔獲得美國古根海姆基金會學術獎。之後在北美樹間大學舉行講座，包括哈佛大學、耶鲁大學、史丹佛大學和柏克萊大學。1989年，因生涯創作的成就獲頒巴勃羅·聶魯達獎。1990年出任智利大學訪問教授，同年受艾爾文領導的智利民主政府任命為駐羅馬文化參讚。在西班牙塞維亞的1992年世界博覽會，他的詩被選出代表智利文學。2000年，獲頒智利國家文學獎。
1993年，詩三部曲的最終部《新生活》(La Vida Nueva)出版。勞爾‧朱利塔引用但丁的《神曲》，描繪智利人民在過去20幾年來漫長的痛苦旅程與希望，承接加夫列拉·米斯特拉爾、巴勃羅·聶魯達、尼卡諾爾·帕拉等著名智利作家的文學與政治傳統。2011年，詩集《朱利塔》出版，此時勞爾‧朱利塔已經罹患帕金森氏症，聲明這是他最後出版的作品。現居於智利聖地牙哥，為波塔利斯大學的文學教授。致力於將《神曲》翻譯成西班牙語。
他的作品已被翻譯成英文、德文、瑞典文、孟加拉文、中文、意大利文和俄羅斯文。

## 作品
- 煉獄 Purgatory (1979)
- 在天堂 Anteparaíso (1982)
- 天堂空蕩蕩 Paradise is empty (1984)
- 歌頌消失的愛 Song of love gone (1985)
- 對智利的愛 The love of Chile (1987)
- 他們所愛的河之歌 Song of the rivers they love (1993)
- 新生活 The New Life (1994)
- 白色情人節 The white day (2000)
- 愛情、痛苦，和新千禧年 About love, suffering, and the new millennium (2000)
- 武裝份子之詩 Militants Poems (2000)
- 死亡之詩 Dead Poems (2006)
- 國家的死亡 Countries Dead (2007)
- 城市的水 Cities Water (2008)
- 悼念 In Memoriam (2008)
- 五個片段 Five fragments (2008)
- 戰爭雜誌 Journal of war (2009)
- 黑澤明的夢 Dreams for Kurosawa (2010)
- 朱利塔 Zurita (2011)

## 獎項
- 1984年，古根海姆獎助金(Guggenheim Fellow Fudación)
- 1988年，巴勃羅·聶魯達獎 (Pablo Neruda Prize)
- 1994年，義大利伯里克利金獎 (Pericles Gold Award)
- 1995年，智利聖地牙哥城市詩歌獎 (Municipal Poetry Prize)
- 2000年，智利國家文學獎(National Literature Prize)
- 2002年，柏林藝術家計畫獎助金(Künstlerprogramm Fellow DAAD)
- 2006年，古巴卡薩代拉斯美洲詩歌獎(Casa de las Americas Prize for Poetry)
- 2015年，西班牙阿利坎特大學榮譽博士 [4]
- 2015年，智利費德里柯聖瑪利亞科技大學（英语：Federico Santa María Technical University）榮譽博士